# 新无锡
《新无锡》，又称《新无锡报》，创刊于1913年9月11日，是中华民国时期江苏省无锡县的一个地方报纸。

## 沿革
1913年《锡报》被封后，杨翰西有感于办报力量，请杨寿杓协助创办此报，报头“新无锡”三字由孙揆均题写。1913年9月11日，创刊。形式与内容均仿照《锡报》，但注重本地新闻。副刊为《茗边一览》，刊登花街柳巷的新闻。每天刊载评论由杨寿杓以楚孙笔名撰写。抗日战争爆发后，侵华日军逼近无锡，1937年10月停刊。